# Acentronura gracilissima
Acentronura gracilissima is een  straalvinnige vissensoort uit de familie van zeenaalden en zeepaardjes (Syngnathidae). De wetenschappelijke naam van de soort is voor het eerst geldig gepubliceerd in 1850 door Temminck & Schlegel.